# Paride Negri
Paride Negri, italijanski general, * 1883, † 1954.